# DNaNo

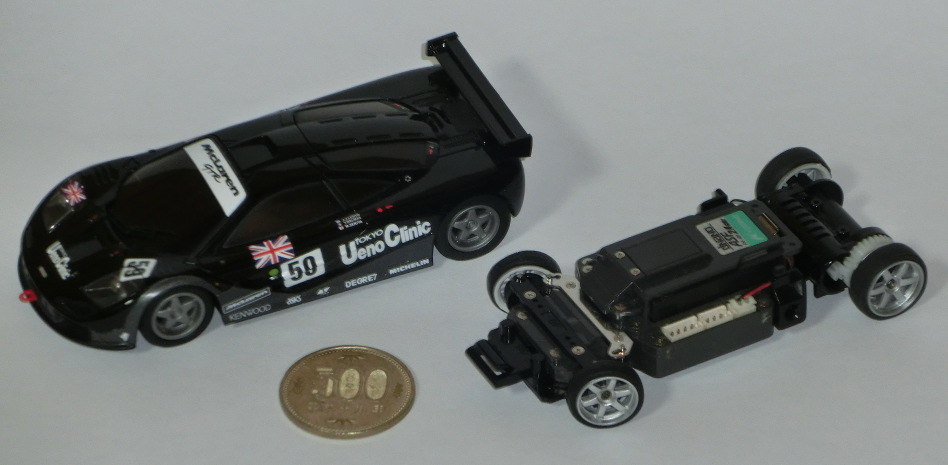
ディスプレイモデルと走行シャーシ

『dNaNo』（ディーナノ）とは、京商が2008年4月18日から販売している、1/43スケールの小型R/Cカーモデルである。

## 概要
一見するとミニカーにしか見えないが、比例制御が可能なRCシステムを搭載しており、小スケールながら本格的な仕様となっている。
送信機と充電器、電池がセットになったスターターパックと　ボディとシャシーがセットになったムービングシャシーセットを買う事で楽しむことができる。名前は　DNA+NANOtechnologyからの造語からきている。
ボディにあわせてオフセットトレッドを調整するため、ボディごとにフィッティングキットが存在する。
一般的にR/Cカーはシャシーを共通化してそれに合わせて各車種のボディを作るため、ボディのデザインがデフォルメされる事が多いが、dNaNoではホイールベースや車幅などが実車同様の比率となっている。

## ラインナップ
dNaNo FX-101 シリーズ
シャーシは携帯電話のバイブレーターに使われるマイクロ・コアレスモーターを、ステアリングサーボと後輪の駆動に利用している。送信機はASF2.4GHzで同時走行は最大40台。走行用バッテリーは専用の3.7Vリチウムポリマー。駆動方式はダイレクトドライブの後輪駆動のみとなり、モーターのマウント位置の違いで MM、RM、HMの3種類がある。小さいながらもフロントにキングピンコイル式、リヤにユニットスイング式のサスペンションを備える（ミニッツレーサーでもよく見られた方式）。ギヤデフやICタグを標準装備し、オプションでフルベアリング化やジャイロユニット、ボールデフの追加も可能。I.C.Sにも対応しており、別売の接続用ケーブルとソフトウェアを用いて、パソコンからステアリングやスロットルに関する設定変更も可能。
dNaNoオートスケールコレクション シリーズ
塗装・マーキング済みのディスプレイ用モデル。ムービングシャシーにフィッティングさせるには別売のフィッティングパーツが必要。
dNaNo未塗装ボディ組立キット シリーズ
オリジナルのカラーリングが行える、組み立て式の未塗装ボディ。

## 送信機
ASF2.4GHz方式の下記が使用できる。
- 京商
  - Syncro EX-6[2]
  - パーフェックス EX-5UR ASF[3]
  - パーフェックス KT-18[4]
- KOPROPO
  - EX-1 ASF（KIY）[5]
  - EX-10 eurus　＋ RF-902SM モジュール[6]
  - RF-901SM モジュール ＋ 対応送信機[7][8]
  - ESPRIT4 ASF[9]